# Intarabus
Intarabus était un dieu gaulois du panthéon des Trévires et des peuples voisins. On connaît son nom par neuf inscriptions sur un secteur relativement compact dans ce qui est aujourd'hui la Belgique, le Luxembourg, l'ouest de l'Allemagne et l'est de la France.
Il est possible qu'Intarabus ait été la divinité tutélaire d'un des pagi de la cité des Trévires. Dans la plupart des cas connu, Intarabus est invoqué seul, sans être associé sous forme d'épliclèse à quelque divinité romaine. Toutefois, une inscription fait état d'un Mars Intarabus ; un fanum et un simulacrum s'y rapportant ont été restitués à Trèves,. En outre, une autre inscription provenant de Mackwiller, en Alsace associe à Intarabus l'épithète Narius. Une inscription d'Ernzen, en Allemagne, présente le nom [In]tarabus, tandis qu'une autre provenant de Foy-Noville (aujourd'hui à proximité de Bastogne, en Belgique) invoque Entarabus aux côtés du Genius Ollodagus.
Une statuette en bronze de Foy-Noville, identifié par une inscription sur sa base comme Deo Intarabo (au datif) présente un dieu imberbe, portant de longs cheveux et une tunique ample, drapé d'une peau de loup,.
Le nom Intarabus a une étymologie assez obscure ; Xavier Delamarre pense que le nom procède du composé entar-abus qui signifierait « Entre-Rivières ».